# Lichtbildwerk
Ein Lichtbildwerk im Sinne der Berner Übereinkunft ist gem. Erwägungsgrund 16 der  (2.) Schutzdauerrichtlinie ein individuelles, fotografisches Werk, das die eigene geistige Schöpfung des Urhebers darstellt und in dem seine Persönlichkeit zum Ausdruck kommt. Der hierfür erforderliche Originalitätsgrad kommt gem. Art. 6 der Schutzdauerrichtlinie nur solchen Fotografien zu, die individuelle Werke in dem Sinne darstellen, dass sie das Ergebnis der eigenen geistigen Schöpfung ihres Urhebers sind.

## Begriff
Im 19. Jahrhundert wurde die Fotografie gegenüber der Malerei und Grafik gering geschätzt und nur mit einer kurzen Schutzdauer ab Entstehungsdatum bedacht. Mit der Zeit wurde die Schutzdauer immer weiter ausgedehnt. Nach dem Zweiten Weltkrieg wollte man die Lichtbilder professioneller Fotografen länger schützen, aber nicht jeden einfachen Schnappschuss. So wurde zunächst in Österreich mit der Urheberrechtsgesetzänderung 1953 und in Deutschland mit der Novellierung und Zusammenfassung des Urheberrechtsgesetzes 1965 die neue Kategorie des Lichtbildwerks als Werk der Lichtbildkunst geschaffen, welche mit der Regelschutzfrist bedacht wurde.
Da der Schutz von Fotografien in den Mitgliedstaaten unterschiedlich geregelt war, wurde zur Herstellung eines gemeinsamen Binnenmarkts der Begriff 1993 erstmals EU-weit vereinheitlicht durch die Schutzdauerrichtlinie. 2006 wurde sie ersetzt durch die Richtlinie 2006/116/EG und 2011 geändert durch die Künstler-Schutzfristen-Richtlinie.

## Deutschland

### Werkeigenschaft
Die Umsetzung der EU-Schutzdauerrichtlinie 1993 führte im Jahr 1995 zu einer Neufassung des Urhebergesetzes.
Ein Lichtbildwerk gehört danach zu den als persönliche geistige Schöpfung geschützten Werken (§ 2 Abs. 1 Nr. 5 UrhG). Es stellt eine besondere Fotografie dar, die sich durch ihre Gestaltungshöhe von Lichtbildern gem. § 72 UrhG, Vervielfältigungen gem. § 16 UrhG und nicht geschützten Abbildungen unterscheidet.
Die Werkeigenschaft kann sich ergeben durch „lichtbildnerische Besonderheiten“ etwa, „dass [das Foto] dank ungewöhnlicher Perspektive, Verteilung von Licht und Schatten oder Kontrastgebung und Tiefenschärfe eine über die Wiedergabe des gegenständlichen Motivs hinausgehende Stimmung besonders gelungen einfinge oder sonst von eindringlicher Aussagekraft wäre“. Ein Lichtbildwerk genießt nach § 64 UrhG (ebenso wie das Kunstwerk) den Schutz von 70 Jahren nach dem Tod des Urhebers (Regelschutzfrist), die Schutzdauer beträgt beim Lichtbild hingegen nur 50 Jahre ab Erstveröffentlichung bzw. Herstellung (§ 72 Abs. 3 UrhG).
Zur Berechnung des Schadensersatzes bei unberechtigter Verwendung gem. § 97 Abs. 2 Satz 3 UrhG können bei Lichtbildwerken die Honorarempfehlungen der VG Bild und Kunst als Maßstab genommen werden, bei Lichtbildern die Preisliste der Mittelstandsgemeinschaft Foto-Marketing (MFM). Es bestehen allerdings auch Urteile gegen die Anwendung der MFM-Empfehlung als Berechnungsgrundlage für eine angemessene Entschädigung. So das Hanseatische Oberlandesgerichtes in einem Urteil: „Der Senat hegt allerdings grundsätzlich Bedenken gegenüber den MFM-Honorarempfehlungen als einseitige Vergütungsvorstellungen eines Interessenverbandes von Fotografen. Er hat dementsprechend in seiner bisherigen Rechtsprechung die MFM-Empfehlungen nicht oder nur mit großer Zurückhaltung angewandt“ (Urteil vom 02.09.2009 - 5 U 8/08) Ebenso hat das Landgericht Berlin 2015 in einer Entscheidung (Urteil vom 30.07.2015 – 16 O 410/14) die pauschale Anwendbarkeit der MFM-Tabellen verneint: "Nach neuerer Rechtsprechung der Kammer können die MFM-Empfehlungen […] schon im Ansatz nicht mehr zur Bestimmung der "angemessenen” Lizenzgebühr zugrunde gelegt werden".

### Rechtsprechung
1999 setzte sich der Bundesgerichtshof mit den Anforderungen an den Schutz von Lichtbildwerken und Lichtbildern auseinander. Der BGH verwarf die Auffassung der Vorinstanz, die für den urheberrechtlichen Schutz als Lichtbildwerke im Sinne des § 2 Abs. 1 Nr. 5 UrhG verlangt hatte, dass

„sie eine eigenschöpferische Prägung und Gestaltung aufwiesen. Bei einem Gesamtvergleich mit den vorbestehenden Gestaltungen müßten sich schöpferische Eigentümlichkeiten ergeben, die über das Handwerksmäßige und Durchschnittliche deutlich hinausragten. In den Fotos offenbare sich jedoch kein besonderes fotografisches Können.“

Der Bundesgerichtshof führte aus:

„Bei dieser Beurteilung ist das Berufungsgericht von Anforderungen an die Schutzfähigkeit von Fotografien ausgegangen, die jedenfalls seit dem 1. Juli 1995 nicht mehr gelten, d. h. dem Zeitpunkt, in dem die Richtlinie 93/98/EWG des Rates zur Harmonisierung der Schutzdauer des Urheberrechts und bestimmter verwandter Schutzrechte vom 29. Oktober 1993 (ABl. Nr. L 290/9) nach ihrem Art. 13 Abs. 1 umzusetzen war und auch durch das Dritte Gesetz zur Änderung des Urheberrechtsgesetzes vom 23. Juni 1995 (BGBl. I S. 842) umgesetzt worden ist (Art. 3 Abs. 2 des 3. UrhG-ÄndG). Nach Art. 6 der Richtlinie sollen Fotografien geschützt werden, wenn sie individuelle Werke in dem Sinne darstellen, dass sie das Ergebnis der eigenen geistigen Schöpfung ihres Urhebers sind (vgl. dazu auch Erwägungsgrund 17 der Richtlinie). Eines besonderen Maßes an schöpferischer Gestaltung bedarf es danach für den Schutz als Lichtbildwerk nicht (vgl. Schricker/Loewenheim, Urheberrecht, 2. Aufl., § 2 Rdn. 33, 179; Schricker/Vogel aaO § 72 Rdn. 21; Nordemann/Vinck in Fromm/Nordemann, Urheberrecht, 9. Aufl., § 2 Rdn. 74; Hertin ebd. § 72 Rdn. 2; Heitland, Der Schutz der Fotografie im Urheberrecht Deutschlands, Frankreichs und der Vereinigten Staaten von Amerika, 1995, S. 60 ff.; Platena, Das Lichtbild im Urheberrecht, 1998, S. 233 ff.; A. Nordemann/Mielke, ZUM 1996, 214, 216).“

Das Landgericht München I entschied 2002 zu den sog. Pool-Fotos des damaligen Bundesverteidigungsministers Rudolf Scharping, dass es sich dabei um Lichtbilder handele, nicht um Lichtbildwerke.
Ende 2013 entschied das Landgericht Köln in einem Verfahren über Bilder von Horst Wackerbarth aus seiner Serie „Die rote Couch“. Das Gericht befand, die weitaus meisten seiner Motive seien nur als Lichtbilder geschützt, unterlägen also keinem Nachahmungsschutz. Nur solche Aufnahmen, bei denen Wackerbarth eine bewusste Inszenierung vorgenommen habe, seien Lichtbildwerke und genössen den vollen urheberrechtlichen Schutz. Dies betraf etwa Fotos, die ein Ferkel auf der Couch zeigen oder einen Taucher in voller Ausrüstung. Die Grundidee seiner „Galerie der Menschheit“, bei der er Menschen auf der roten Couch in ihrem eigenen Lebensumfeld abbildet und die dadurch entstehenden Bilder würden keine ausreichende Individualität aufweisen, um urheberrechtlich geschützte Werke zu sein.

## Österreich
Ähnlich wie das deutsche, unterscheidet auch das österreichische Urheberrecht zwischen dem (einfachen) leistungsschutzrechtlichen Lichtbildschutz gemäß §§ 73 f. Urheberrechtsgesetz (öUrhG) und dem Schutz als Werk der Lichtbildkunst (Lichtbildwerk) nach § 3 Abs. 2 öUrhG. Lichtbildwerke sind im Gesetz definiert als Werke, die durch ein fotografisches oder durch ein der Fotografie ähnliches Verfahren hergestellt wurden. Hauptsächlicher Unterschied zwischen dem Leistungs- und dem Werkschutz ist in der Praxis die Schutzdauer: Während der Schutz eines (einfachen) Lichtbilds 50 Jahre nach seiner Aufnahme bzw., falls es in dieser Zeit veröffentlicht wurde, 50 Jahre nach seiner Veröffentlichung erlischt, endet der Schutz des Lichtbildwerks 70 Jahre nach dem Tod des Urhebers.
Werke sind nur eigentümliche geistige Schöpfungen. Davon ausgehend hat die ältere österreichische Rechtsprechung etwa vier Werbeaufnahmen von Skisportlern den Werkschutz versagt, weil sich diese „in nichts“ von herkömmlichen Werbefotos unterschieden; einer Reihe von Aufnahmen historisch bedeutender Stätten wurde kein Werkschutz zugebilligt, weil sie „ohne besondere künstlerische Gestaltung“ blieben. Diese Linie der Rechtsprechung änderte sich mit der im Jahr 2001 ergangenen Eurobike-Entscheidung' des Obersten Gerichtshofs (OGH). In ihr stellte der OGH fest, dass die Schutzanforderungen mit Inkrafttreten der Schutzdauerrichtlinie 1993 am 1. April 1996 reduziert worden seien. Abzustellen sei seitdem darauf, ob die Fotografie „das Ergebnis der eigenen geistigen Schöpfung ihres Urhebers ist, ohne dass es eines besonderen Maßes an Originalität bedürfte“. Entscheidend sei, „dass eine individuelle Zuordnung zwischen Lichtbild und Fotograf insofern möglich ist, als dessen Persönlichkeit aufgrund der von ihm gewählten Gestaltungsmittel (Motiv, Blickwinkel, Beleuchtung uvm) zum Ausdruck kommt“, was auch bei der „Masse der Amateurfotografen, die alltägliche Szenen in Form von Landschafts-, Personen- oder Urlaubsfotos festhalten“, der Fall sei. Soweit die bisherige Rechtsprechung von Lichtbildwerken gefordert habe, diese müssten sich vom Alltäglichen, Landläufigen, üblicherweise Hervorgebrachten durch eine besondere gedankliche Bearbeitung abheben, könne daran nicht festgehalten werden – nunmehr seien auch „alltägliche, ‚übliche‘ Landschafts-, Porträt- oder Werbeaufnahmen“ Lichtbildwerke, „wenn in ihnen eine visuelle Gestaltung durch den Fotografen zum Ausdruck kommt, mögen sie sich im Ergebnis auch kaum von ähnlichen Lichtbildern anderer Fotografen unterscheiden“.
An der in Eurobike vollzogenen Absenkung der Schutzanforderungen hält der OGH seitdem in ständiger Rechtsprechung fest. Nach den entwickelten Maßstäben sollen auch zweidimensionale Wiedergaben von Objekten Werkcharakter haben, „wenn die selbst gestellte Aufgabe, eine möglichst naturgetreue Abbildung zu erreichen, dennoch ausreichend Spielraum für eine individuelle Gestaltung zulässt“. Als Lichtbildwerke angesehen wurde daher beispielsweise auch naturgetreue Aufnahmen von Früchten, Reben und Blättern in einem Buch über die wichtigsten Rebsorten.
Vor diesem Hintergrund verbleiben für bloßen einfachen Lichtbildschutz nach Auffassung des Schrifttums wohl hauptsächlich Automatenaufnahmen, computergesteuerte Lichtbilder und Satellitenfotos, die gerade kein unmittelbares menschliches und daher schöpferisches Mitwirken verlangen. Auch der Lichtbildschutz erfordert dabei ein gewisses Maß an Aufnahmetätigkeit, das dem Schrifttum zufolge etwa bloßen Fotokopien abgehen soll. Das bloße Abfotografieren bestehender Lichtbilder führt nach Ansicht des OGH gleichfalls nicht zu einem neuen Leistungsschutz; fotografischen Aufnahmen von Gemälden will die Literatur hingegen (mindestens) Leistungsschutz gewähren. Lichtbildwerke sind stets auch als (einfache) Lichtbilder geschützt.

## Schweiz
„Fotografische Werke“ sind nach Art. 2 Abs. 2 lit. g des Urheberrechtsgesetzes (URG) geschützt. Wie bei allen anderen Werken auch, ist Voraussetzung, dass es sich bei den Aufnahmen um geistige Schöpfungen mit einem individuellen Charakter handelt (Art. 2 Abs. 1 URG). Ein verwandtes Schutzrecht, das auch nichtschöpferischen Fotografien Schutz gewährt, gibt es in der Schweiz – anders als in Deutschland und Österreich – nicht.
Der individuelle Charakter einer Fotografie kann sich verschiedenartig manifestieren, so etwa in der Wahl des abgebildeten Objekts, des Bildausschnitts und des Zeitpunkts des Auslösens, im Einsatz eines bestimmten Objektivs, von Filtern oder eines besonderen Films, durch die Einstellung von Schärfe und Belichtung sowie durch die Bearbeitung des Negativs. In seiner Bob-Marley-Entscheidung bejahte das Bundesgericht vor diesem Hintergrund etwa den Schutz einer anlässlich eines Konzerts als „Schnappschuss“ angefertigten Aufnahme Marleys unter Hinweis auf die gelungene Wahl des Bildausschnitts und des Auslösezeitpunkts; individueller Charakter komme der Aufnahme durch die „besondere Mimik und Haltung des Abgebildeten“ zu. Der Entscheid wurde im Schrifttum durchaus kontrovers aufgenommen.

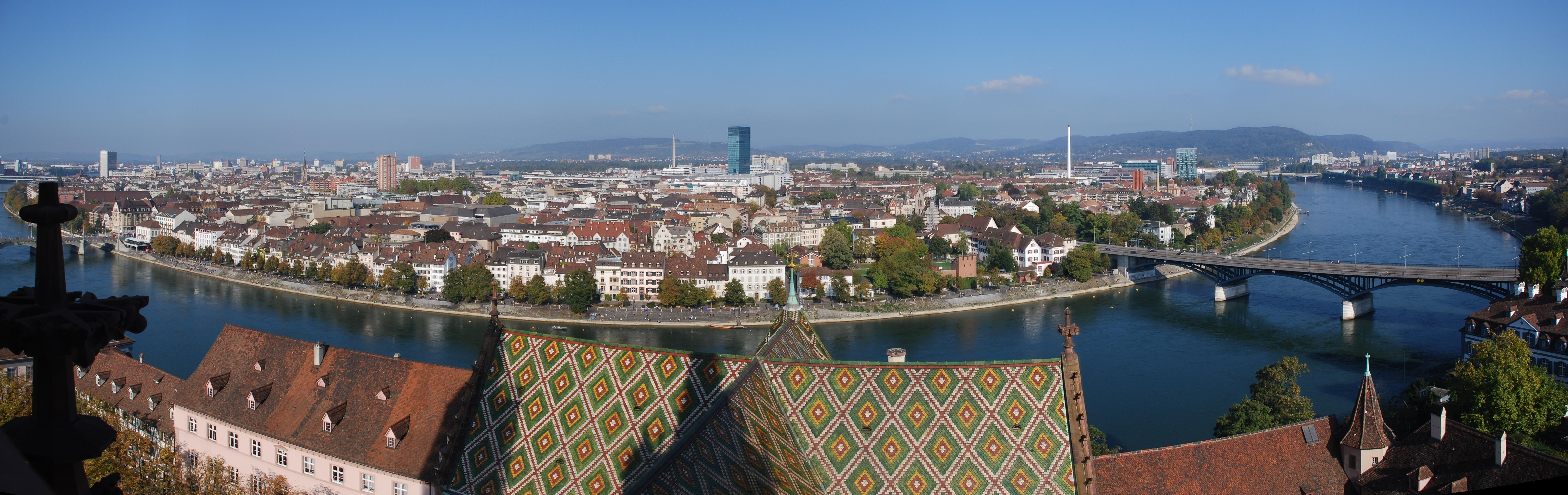
Ohne Urheberrechtsschutz: Panoramaaufnahme der Stadt Basel

Der Bereich der handwerklichen (Alltags-)Fotografie blieb dahingegen tendenziell urheberrechtlich schutzlos. Eine inszenierte Personenaufnahme für eine Zeitung sah das Bundesgericht im Jahr 2003 als ungeschützt an, weil der Gestaltungsspielraum beim Fotografieren der Person „weder in fototechnischer noch in konzeptioneller Hinsicht ausgenutzt“ worden, sondern die Fotografie vielmehr so gestaltet sei, dass sie sich „vom allgemein Üblichen nicht abhebt“. Das Handelsgericht des Kantons Aargau sah in einer Entscheidung aus dem Jahr 2012 ein Pressefoto, das einen Unternehmer nebst Frau und Tochter auf dem Poolrand sitzend zeigt, als urheberrechtlich schutzlos an, da der Fotograf den an sich bestehenden Gestaltungsspielraum nicht genutzt habe und die Anordnung der Personen naheliegend sei. Eine Aufnahme, die den Unternehmer aus dem Fenster seiner New Yorker Suite lehnend zeigt und auf der er vor dem Hintergrund des UN-Hauptquartiers mit seiner rechten Hand das Victory-Zeichen macht, welches sich wiederum im Hotelfenster spiegelt, erachtete das Handelsgericht demgegenüber für hinreichend individuell. Dazu trügen die Anordnung der einzelnen Bildkomponenten und der Rahmen, den sie im Verhältnis zueinander bilden, ebenso wie die Verteilung von Licht und Schatten bei; in der Wahl des Bildausschnitts und des Auslösezeitpunkts zeige sich menschlicher Gestaltungswille, die Spiegelung der Geste verleihe dem Bild einen „besonderen optischen Effekt“. Einer vom Basler Münster aus gefertigten Panoramaaufnahme der Stadt Basel (Abbildung nebenstehend) versagte das Appellationsgericht des Kantons Basel-Stadt in einem Entscheid aus dem Jahr 2016 den urheberrechtlichen Schutz, da Bildausschnitt und Proportionen nicht originell oder individuell seien, sondern es sich um ein Bild handele, das – „vor allem mit den heute vorhandenen technischen Hilfsmitteln“ – auch andere in gleicher oder zumindest sehr ähnlicher Weise zustande bringen könnten.
Der Bundesrat verabschiedete im November 2017 einen Entwurf für eine Urheberrechtsrevision. Darin wird der Bundesversammlung eine Abkehr vom bisherigen Vorgehen beim Fotografenschutz vorgeschlagen; so sollen neu „[f]otografische Wiedergaben und mit einem der Fotografie ähnlichen Verfahren hergestellte Wiedergaben dreidimensionaler Objekte […] als Werke [gelten], auch wenn sie keinen individuellen Charakter haben“; dieser Schutz soll 50 Jahre nach der Herstellung erlöschen. Der Bundesrat begründet seinen Vorschlag damit, dass Fotografien, „die z. B. das Zeitgeschehen dokumentieren, oder Produktfotografien auf handwerklich höchstem Niveau“ oft ungeschützt blieben. Die Fotografinnen und Fotografen, die diese Aufnahmen geschaffen haben, könnten sich „nicht gegen eine Weiterverwendung ihrer Bilder wehren und mit ihnen auch kein Einkommen erzielen“; das Problem habe sich mit dem Internet noch verstärkt, „da Fotografien in einfachster Weise heruntergeladen und wieder verwendet werden können“. Mit einem im Vergleich zum Urheberrecht eingeschränkten „Sonderschutz“ solle hier Abhilfe geschaffen werden. Der Nationalrat stimmte dem Vorschlag des Bundesrats im Dezember 2018 zu. Die Detailberatung im Ständerat steht noch aus (Stand: März 2019).

## Andere Länder

### Dänemark
Das dänische Urheberrechtsgesetz (lov om ophavsret), hier zugrunde gelegt in der Fassung der Änderungen vom 23. Oktober 2014, gewährt für Lichtbildwerke (fotografisk værker) vollen Werkschutz, für einfache Lichtbilder (fotografiske billeder) ein verwandtes Schutzrecht (§ 70 Abs. 2). Die Unterschiede im Schutzumfang sind relativ gering. Die Schutzdauer beträgt für Lichtbildwerke allerdings 70 Jahre ab dem Tod des Urhebers (§ 63 Abs. 1), für einfache Lichtbilder hingegen nur 50 Jahre ab ihrer Herstellung (§ 70 Abs. 2). Einfache Lichtbilder aus der Zeit vor 1970 genießen keinen Schutz (§ 91 Abs. 5).
Bis zur Umsetzung der EU-Schutzdauerrichtlinie 93 im Jahr 1995 wurden in Dänemark sämtliche Fotografien – ungeachtet ihrer eigenschöpferischen Qualität – einheitlich durch ein Spezialgesetz geschützt.

### Vereinigte Staaten
Das amerikanische Urheberrecht kennt für fotografische Erzeugnisse nur den Werkschutz; ein als Auffangrecht fungierender Leistungsschutz wie in Deutschland oder Österreich ist dem US-Recht fremd. Nachdem es zuvor in der gerichtlichen Praxis durchaus Zweifel am Schutz fotografischer Erzeugnisse gegeben hatte, wurde ihr Schutz 1865 im Copyright Act festgeschrieben. In systematischer Hinsicht ist die Fotografie heute als ausdrücklich benannter Unterfall der Klasse der bildmäßigen, graphischen oder plastischen Werke als Schutzgegenstand anerkannt.
Urheberschaft. Urheber einer Fotografie ist grundsätzlich der Fotograf. Eine Fotografie kann jedoch auch in Miturheberschaft – als joint work – geschaffen werden, so etwa wenn ein anderer als der Fotograf in erheblichem Maß für das Arrangement des Abbildungsgegenstandes sowie die Anordnung der Kulissen verantwortlich zeichnet und möglicherweise gar selbst Anweisungen zur Ausrichtung der Kamera gibt.
Schutzanforderungen. Wie auch in anderen Ländern, ist der Fotografieschutz auch in den USA nicht als Sui-generis-Recht ausgestaltet: Nicht jedes Erzeugnis, das in technischer Hinsicht ein Lichtbild ist, löst Urheberrechtsschutz aus. Wie bei anderen geschützten Werken, gilt nach amerikanischem Recht auch für Fotografien, dass sie nur Schutz genießen, wenn und soweit sie Originalität (original expression) verkörpern. Die Originalität kann dabei auf verschiedene Faktoren gründen; in der gerichtlichen Praxis anerkannt ist etwa die Ausrichtung des Abbildungsgegenstandes, die Beleuchtung, der Aufnahmewinkel, die Auswahl der Kamera und der konzeptgemäße körperliche Ausdruck einer fotografierten Person. Teilweise werden die denkbaren Varianten der Originalität grob in die Kategorien „Originalität in der Ausführung“, „Originalität in der Festlegung des Aufnahmegegenstands“ und „Originalität in der Auswahl des richtigen Zeitpunkts“ unterteilt. Insgesamt lässt sich in der Rechtsprechung eine sehr niedrige Schutzschwelle ausmachen.
Nimmer/Nimmer identifizieren drei Szenarien, in denen Gerichte den Schutz versagt haben. Der erste Fall betrifft solche Aufnahmen, die aus „sklavischem Kopieren“ (slavish copying) hervorgehen. Dabei ist etwa solchen Fotografien eigenständiger Schutz verwehrt worden, bei denen es sich um bloße, untereinander nicht unterscheidbare Kopien bestehender Fotografien oder Gemälde gehandelt hat. Einen zweiten Fall bilden Aufnahmen, die darauf angelegt sind, eine bestehende Aufnahme penibel nachzuahmen, indem der neue Fotograf versucht, die Entscheidungen des ursprünglichen Fotografen hinsichtlich Ausführung, Festlegung des Aufnahmegegenstands und Auswahl des richtigen Zeitpunkts bestmöglich zu übernehmen. Bei solchen Aufnahmen fehlt es an einer eigenständigen Schöpfung. Das dritte Szenario betrifft Fälle ungenügender Originalität. Betroffen hiervon sind Fotografien, die zwar zu einem gewissen Grad persönliche Entscheidungen des Fotografen zum Ausdruck bringen, diese Entscheidungen jedoch als so banal und gedankenlos zu werten sind, dass das Originalitätserfordernis verfehlt wird. So wird in der Literatur etwa vertreten, die automatisiert erzeugten Bilder von Überwachungskameras und Satelliten nicht in den Urheberrechtsschutz einzubeziehen.
Abgeleitete Werke. Ob Fotografien von geschützten Werken (also etwa Fotos einer Statue) abgeleitete Werke (derivative works) dieser Werke sind, ist in der Rechtsprechung höchst umstritten und wird von verschiedenen Berufungsgerichten in den USA unterschiedlich bewertet; eine höchstrichterliche Klärung hat die Frage bislang nicht erfahren.
Schutzumfang. Der Schutz einer Fotografie steht nicht nur einer fotografischen Vervielfältigung durch Dritte entgegen, sondern etwa auch einer Zeichnung oder irgendeiner anderen Form des unerlaubten Kopierens.